# アンドロメダ座GY星
アンドロメダ座GY星(GY Andromedae, GY And)は、アンドロメダ座の恒星で、りょうけん座α2型変光星。明るさは6.27等級から6.41等級の間で変化する。また、恒星磁場の活動は23年程度という異常に長い周期での変動が見られる。
化学的特異星（Ap/Bp星）に分類され、クロムやユウロピウムのスペクトル線が特徴的だが、最も際立った特徴は、不安定な元素（半減期が17.7年以下）であるプロメチウム1階電離イオンの輝線スペクトルが観測されることである。プロメチウムは、より質量数の大きい超ウラン元素の自発核分裂によって生成されると考えられる。
また、分光連星でもあることが1958年に発見された。約273日の周期、0.47の軌道離心率を持ち、主星と伴星の間は少なくとも3.74×107km（0.25AU）の距離があると見積もられる。

## 参考
1. 1 2 3 4  “V* GY And”.  SIMBAD. 2016年12月9日閲覧。
2. ↑  Aller, Margo F., “Promethium in the star HR 465”, Sky & Telescope 41:  pp. 220-222
3. ↑  Mitalas, R.; Marlborough, J.M. (1973 April 15), “Some tests and consequences of the identification of promethium in HR 465”, Astrophysical Journal 181:  475-480, doi:10.1086/152063
4. ↑  Scholz, G. (1978), “Spectroscopic investigations of the magnetic AP star HD 9996”, Astronomische Nachrichten 299 (2):  81-85, doi:10.1002/asna.19782990204